# Resolutie 1963 Veiligheidsraad Verenigde Naties
Resolutie 1963 van de Veiligheidsraad van de Verenigde Naties werd unaniem door de VN-Veiligheidsraad aangenomen op 20 december 2010. Met deze resolutie verlengde de Raad het uitvoerend directoraat van haar Antiterrorismecomité met drie jaar.

## Inhoud

### Waarnemingen
De Veiligheidsraad bevestigde nogmaals dat terrorisme een van de grootste bedreigingen voor de internationale vrede en veiligheid vormde en dat terrorisme niet geassocieerd mocht worden met godsdienst, nationaliteit of bepaalde etnische groepen. Hij erkende ook dat terrorisme niet met militaire macht en inlichtingenoperaties alleen kon worden verslagen en dat ook de onderliggende aanleidingen moesten worden aangepakt. Er werd ook bezorgdheid geuit over het stijgend aantal ontvoeringen en gijzelingen door terreurgroepen met een politiek motief.
De lidstaten werden herinnerd aan hun verplichting om terreur te voorkomen en onderdrukken en het criminaliseren van fondsenwerving ervoor. Ook moesten ze uitvoerige grenscontroles organiseren en informatie uitwisselen om de bewegingsvrijheid van terroristen in te dijken en te voorkomen dat ze aan wapens en geld raken. Vrijhavens voor terroristen bleven intussen een groot probleem.
De Verenigde Naties speelden een centrale rol in de strijd tegen terrorisme. In 2001 had de Veiligheidsraad hiervoor krachtens resolutie 1373 het Antiterrorismecomité opgericht.

### Handelingen
De doelstelling van dat comité was de volledige uitvoering van resolutie 1373. De Veiligheidsraad verlengde het Uitvoerend Directoraat van het Antiterrorismecomité dan ook met drie jaar, tot 31 december 2013. Het moest de lidstaten en regio's technische ondersteuning blijven leveren en mee strategieën ontwikkelen zodat ze sterker zouden staan in hun strijd tegen terrorisme.
Het Uitvoerend Directoraat werd tevens opgedragen te rapporteren over de uitvoering van de resoluties 1373 en 1624 tegen respectievelijk 30 juni en 31 december 2011. Hierbij moesten de evolutie van de risico's en bedreigingen, de impact van de resoluties hierop, problemen met de uitvoering en nieuwe praktische manieren voor de uitvoering van de resoluties aangehaald worden.

## Verwante resoluties
- Resolutie 1822 Veiligheidsraad Verenigde Naties (2008)
- Resolutie 1904 Veiligheidsraad Verenigde Naties (2009)
- Resolutie 2082 Veiligheidsraad Verenigde Naties (2012)
- Resolutie 2083 Veiligheidsraad Verenigde Naties (2012)

Lijst ·  1908 ·  1909 ·  1910 ·  1911 ·  1912 ·  1913 ·  1914 ·  1915 ·  1916 ·  1917 ·  1918 ·  1919 ·  1920 ·  1921 ·  1922 ·  1923 ·  1924 ·  1925 ·  1926 ·  1927 ·  1928 ·  1929 ·  1930 ·  1931 ·  1932 ·  1933 ·  1934 ·  1935 ·  1936 ·  1937 ·  1938 ·  1939 ·  1940 ·  1941 ·  1942 ·  1943 ·  1944 ·  1945 ·  1946 ·  1947 ·  1948 ·  1949 ·  1950 ·  1951 ·  1952 ·  1953 ·  1954 ·  1955 ·  1956 ·  1957 ·  1958 ·  1959 ·  1960 ·  1961 ·  1962 ·  1963 ·  1964 ·  1965 ·  1966